# Sacrifício de Isaac

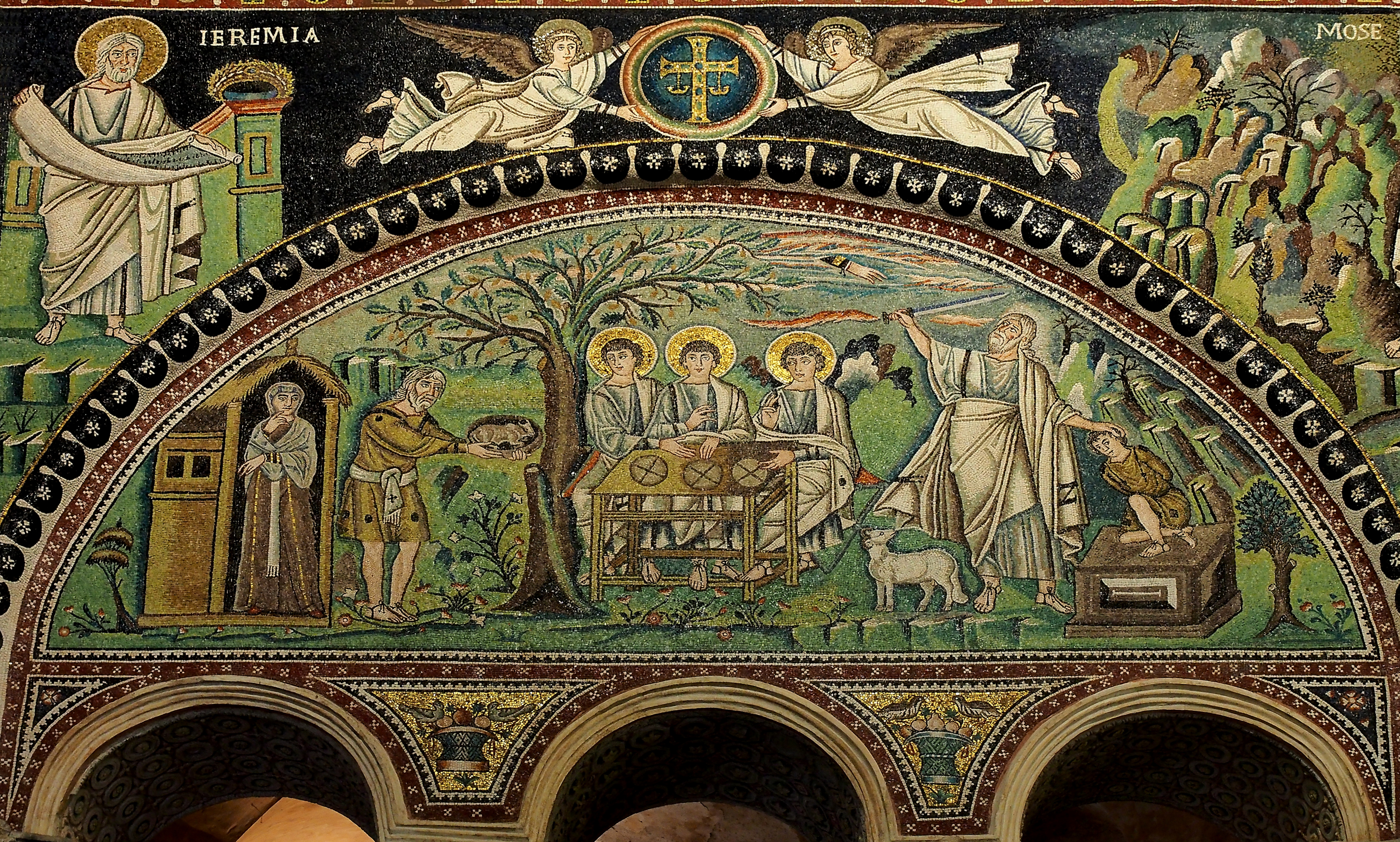
Sacrifício de Isaac - Mosaico - Basílica de São Vital (Ravenna)

O Sacrifício de Isaac (em hebraico: עֲקֵידַת יִצְחַק; romaniz.:ʿAqēḏaṯ Yīṣḥaq) é uma narrativa constante na Bíblia no Livro do Gênesis (Gênesis 22:). Nesta narrativa, Deus ordena que Abraão sacrifique seu filho Isaac no monte Moriá. Quando Abraão começa a obedecer, tendo amarrado Isaac em um altar, ele é parado por um Anjo do Senhor; um carneiro, então, aparece e é abatido no lugar de Isaac, quando Deus recomenda a piedosa obediência de Abraão para oferecer seu filho como sacrifício humano.
Além de ser abordado pela erudição moderna, este episódio bíblico tem sido o foco de uma grande quantidade de comentários em fontes tradicionais do judaísmo, cristianismo e islamismo.

## Narrativa Bíblica

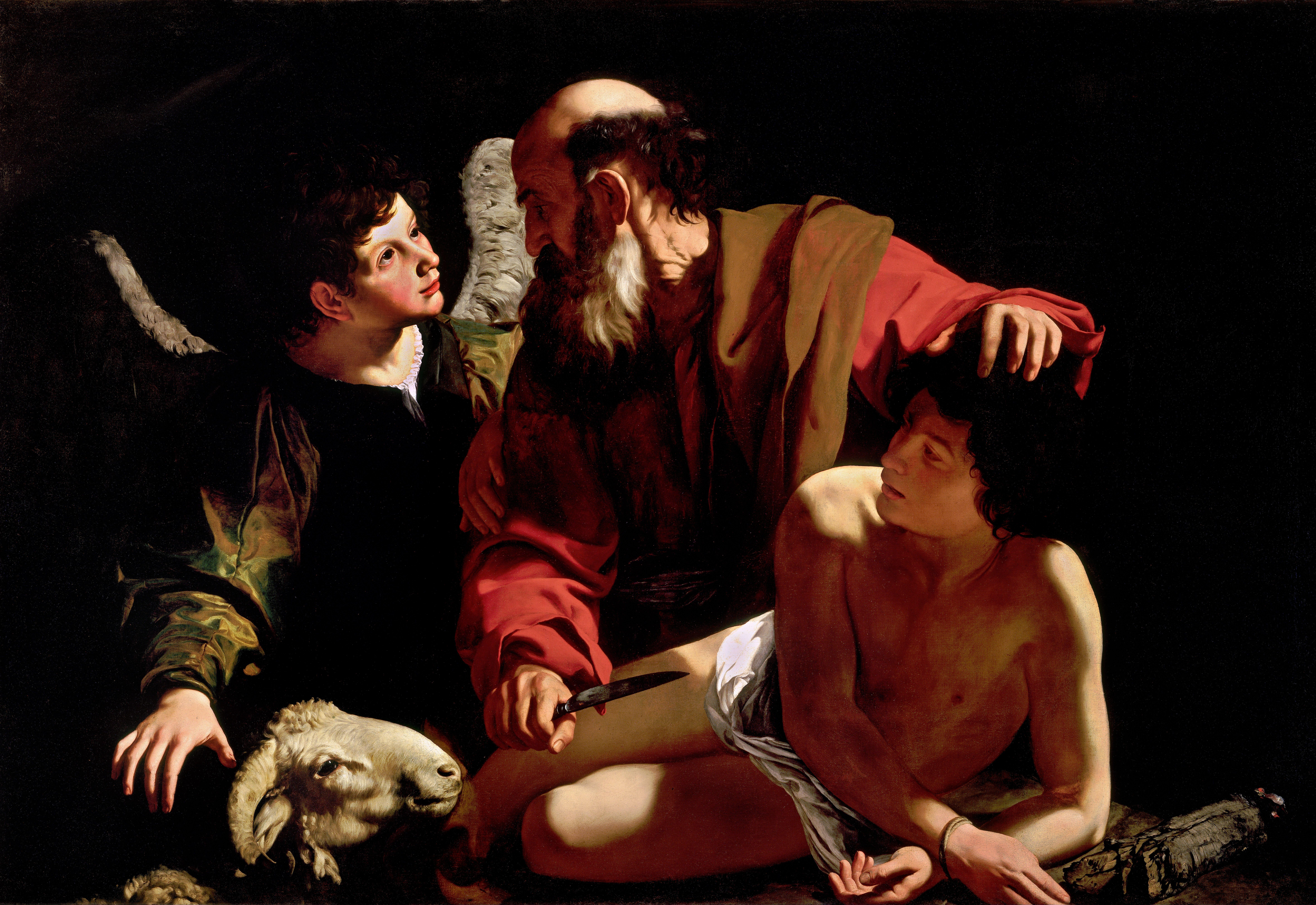
Sacrifício de Isaac - Caravaggio (c. 1603)

De acordo com a Bíblia Hebraica, Deus ordena a Abraão que ofereça seu filho Isaac como sacrifício. Depois que Isaac é amarrado a um altar, um mensageiro de Deus para Abraão antes que ele possa completar o sacrifício, dizendo: "agora eu sei que você teme a Deus". Abraão olha para cima e vê um carneiro e o sacrifica em vez de seu filho.
A passagem afirma que o evento ocorreu no "monte do Senhor" na "terra de Moriá". O Livro de Crônicas refere-se ao "monte Moriá" como o local do Templo de Salomão, enquanto Salmos, o Livro de Isaías, e, também, o Livro de Zacarias usam o termo "o monte do SENHOR" para se referir ao local do Templo de Salomão em Jerusalém, o local que se acredita ser o Monte do Templo em Jerusalém. No Pentateuco Samaritano, (Gênesis 22:14), a frase YHWH yireh é tomada para significar "no monte o Senhor foi visto", sendo o Monte Gerizim.

## Visão Judaica
Em The Binding of Isaac, Religious Murders & Kabbalah, Lippman Bodoff argumenta que Abraão nunca teve a intenção de realmente sacrificar seu filho, e que ele tinha fé de que Deus não tinha intenção de fazê-lo. O rabino Ari Kahn elabora essa visão no site da União Ortodoxa da seguinte forma:
A morte de Isaque nunca foi uma possibilidade – nem no que diz respeito a Abraão, nem no que diz respeito a Deus. O mandamento de Deus a Abraão era muito específico, e Abraão o entendia com muita precisão: Isaque deveria ser "levantado como uma oferta", e Deus usaria a oportunidade para ensinar à humanidade, de uma vez por todas, que o sacrifício humano, sacrifício de crianças, não é aceitável. É precisamente assim que os sábios do Talmud (Taanit 4a) entenderam a Akedah. Citando a exortação do profeta Jeremias contra o sacrifício de crianças (capítulo 19), eles afirmam inequivocamente que tal comportamento "nunca passou pela cabeça de Deus", referindo-se especificamente à matança sacrificial de Isaac. Embora os leitores deste parashah ao longo das gerações tenham sido perturbados, até mesmo horrorizados, pela Akedah, não houve falha de comunicação entre Deus e Abraão. A ideia de realmente matar Isaac nunca passou pela cabeça deles
.
Em Guia dos Perplexos, Maimônides argumenta que a história da Sacrifício de Isaac contém duas "grandes noções". Primeiro, a disposição de Abraão de sacrificar Isaac demonstra o limite da capacidade da humanidade de amar e temer a Deus. Em segundo lugar, porque Abraão agiu com base em uma visão profética do que Deus lhe pediu para fazer, a história exemplifica como a revelação profética tem o mesmo valor de verdade que o argumento filosófico e, portanto, carrega igual certeza, não obstante o fato de que vem em um sonho ou visão.
Em Glory and Agony: Isaac's Sacrifice and National Narrative, Yael Feldman argumenta que a história do Sacrifício de Isaac, em suas versões bíblicas e pós-bíblicas (o Novo Testamento incluído), teve um grande impacto no ethos do heroísmo altruísta e do auto-sacrifício na cultura nacional hebraica moderna. Como seu estudo demonstra, ao longo do último século, o "Amarração de Isaac" se transformou no "Sacrifício de Isaac", conotando tanto a glória quanto a agonia da morte heroica no campo de batalha. Em Legends of the Jews, o rabino Louis Ginzberg argumenta que a ligação de Isaac é uma maneira de Deus testar a reivindicação de Isaac a Ismael e silenciar o protesto de Satanás sobre Abraão, que não havia trazido nenhuma oferta a Deus depois que Isaac nasceu. Foi também para mostrar ao mundo que Abraão é um verdadeiro homem temente a Deus que está pronto para cumprir qualquer um dos mandamentos de Deus, até mesmo para sacrificar seu próprio filho:
Quando Deus ordenou ao pai que desistisse de sacrificar Isaac, Abraão disse: "Um homem tenta outro, porque não sabe o que está no coração do seu próximo. Mas tu certamente sabeste que eu estava pronto para sacrificar meu filho!"

Deus: "Manifestou-se a Mim, e eu o conheci previamente, que não reteríeis nem mesmo a tua alma de Mim."
Abraão: "E por que, então, me afligiste assim?"

Deus: "Era meu desejo que o mundo se familiarizasse contigo, e soubesse que não é sem boa razão que te escolhi de todas as nações. Ora, foi testemunhado aos homens que temes a Deus." Lendas dos judeus— Legends of the Jews
.
Jacob Howland apontou que "o trabalho de Ginzberg deve ser usado com cautela, porque seu projeto fabricando uma narrativa unificada a partir de múltiplas fontes inevitavelmente faz com que a tradição do comentário rabínico pareça mais unívoca do que realmente é". O trabalho de Ginzberg não abrange a maneira pela qual o midrash em Akedah espelhou as diferentes necessidades de diversas comunidades judaicas. Isaac foi ressuscitado após a matança na versão medieval de Asquenaz.  Spiegel interpretou isso como destinado a reformular as figuras bíblicas no contexto das Cruzadas.
O Livro de Gênesis não diz a idade de Isaac na época. Alguns sábios talmúdicos ensinam que Isaac era um adulto com trinta e sete anos, provavelmente baseado na próxima história bíblica, que é da morte de Sara aos 127 anos,sendo 90 quando Isaac nasceu.

### Uso na Liturgia Hebraica
A narrativa do sacrifício e da amarração de Isaac é tradicionalmente lida nas sinagogas no segundo dia de Rosh Hashaná.
A prática dos cabalistas, observada em algumas comunidades, mas não em todas, é recitar este capítulo todos os dias imediatamente após Birkot hashachar.

## Visão Cristã
O Sacrifício de Isaac é mencionado na Epístola aos Hebreus do Novo Testamento entre muitos atos de fé registrados no Antigo Testamento: "Pela fé, Abraão, quando foi testado, ofereceu Isaac, e aquele que havia recebido as promessas ofereceu seu filho unigênito, de quem foi dito: 'Em Isaac será chamada a tua semente', concluindo que Deus foi capaz de ressuscitá-lo, mesmo dentre os mortos, do qual também o recebeu em sentido figurado."
A fé de Abraão em Deus é tal que ele sentiu que Deus seria capaz de ressuscitar o morto Isaque, a fim de que sua profecia (Gênesis 21:12) pudesse ser cumprida. A pregação cristã primitiva às vezes aceitava interpretações judaicas do Sacrifício de Isaac sem elaborar. Por exemplo, Hipólito de Roma diz em seu Comentário sobre o Cântico dos Cânticos: "O bem-aventurado Isaac desejou a unção e quis sacrificar-se em prol do mundo".
Outros cristãos do período viam Isaac como um tipo da "Palavra de Deus" que prefigurava Cristo. Essa interpretação pode ser apoiada por simbolismo e contexto, como Abraão sacrificando seu filho no terceiro dia da jornada, ou Abraão pegando a madeira e colocando-a no ombro de seu filho Isaac. Outra coisa a notar é como Deus reenfatiza Isaac sendo o único filho de Abraão a quem ele ama. 
Outra coisa a notar é como Deus reenfatiza Isaac sendo o único filho de Abraão a quem ele ama. Como apoio adicional à visão dos primeiros cristãos de que o Sacrifício de Isaac prediz o Evangelho de Jesus Cristo, quando os dois subiram lá, Isaac perguntou a Abraão "onde está o cordeiro para o holocausto", ao que Abraão respondeu: "O próprio Deus proverá o cordeiro para o holocausto, meu filho"22 7:8.
No entanto, foi um carneiro (não um cordeiro) que acabou sendo sacrificado no lugar de Isaac, e o carneiro foi preso em um matagal (ou seja, arbusto de espinhos). No Novo Testamento, São João Batista viu Jesus vindo em sua direção e disse: "Olha, o Cordeiro de Deus, que tira os pecados do mundo!". Assim, o Sacrifício de Isaac é comparado à crucificação e a suspensão de última hora do sacrifício é uma espécie de ressurreição. 

## Visão Muçulmana
A versão no Alcorão difere da do Gênesis em dois aspectos: a identidade do filho sacrificado e a reação do filho ao sacrifício solicitado. Em fontes islâmicas, quando Abraão conta a seu filho sobre a visão, seu filho concordou em ser sacrificado para o cumprimento do mandamento de Deus, e nenhuma ligação ao altar ocorreu.  O Alcorão afirma que quando Abraão pediu um filho justo, Deus lhe concedeu um filho possuidor de tolerância. O filho mencionado aqui é tradicionalmente entendido como Ismael. Quando o filho pôde andar e trabalhar com ele, Abraão teve uma visão sobre sacrificá-lo. Quando ele contou a seu filho sobre isso, seu filho concordou em cumprir o mandamento de Deus na visão. Quando ambos submeteram sua vontade a Deus e estavam prontos para o sacrifício, Deus disse a Abraão que ele havia cumprido a visão, e lhe forneceu um carneiro para sacrificar. Deus prometeu recompensar Abraão.
Entre os primeiros estudiosos muçulmanos, havia uma disputa sobre a identidade do filho. Um lado do argumento acreditava que era Isaac, em vez de Ismael (notavelmente Ibne Cutaiba e Atabari) interpretando o versículo "Deus está aperfeiçoando sua misericórdia sobre Abraão e Isaac" como se referindo a fazer de Abraão seu mais próximo, e ao seu resgate de Isaac. O outro lado, uma grande maioria, sustentava que a promessa a Sara era de um filho, Isaac, e um neto, Jacó (Alcorão 11:71-74). Independentemente disso, a maioria dos muçulmanos acredita que é realmente Ismael e não Isaac, apesar da disputa.
A submissão de Abraão e seu filho é celebrada e comemorada pelos muçulmanos nos dias do Eid al-Adha. Durante a festa, os que podem pagar e os que estão na peregrinação sacrificam um carneiro, uma vaca, uma ovelha ou um camelo. Parte da carne sacrificada é consumida pela família e o restante é distribuído aos vizinhos e necessitados. O festival marca o fim da peregrinação do Hajj a Meca.

## Pesquisa Moderna
O Sacrifício de Isaac também figura com destaque nos escritos de vários dos mais importantes teólogos modernos, como Søren Kierkegaard em Fear and Trembling e Shalom Spiegel em The Last Trial. As comunidades judaicas revisam regularmente essa literatura, por exemplo, o julgamento simulado de 2009 realizado por mais de 600 membros da Sinagoga da Universidade do Condado de Orange (Califórnia). Derrida também analisa a história do sacrifício, bem como a leitura de Kierkegaard em The Gift of Death.
Em Mimesis: The Representation of Reality in Western Literature, o crítico literário Erich Auerbach considera a narrativa hebraica do Sacrifício de Isaac, juntamente com a descrição de Homero da cicatriz de Ulisses, como os dois modelos paradigmáticos para a representação da realidade na literatura.  Auerbach contrasta a atenção de Homero aos detalhes e ao primeiro plano dos contextos espaciais, históricos e pessoais dos eventos com o relato esparso da Bíblia, no qual praticamente todo o contexto é mantido em segundo plano ou deixado fora da narrativa. Como observa Auerbach, essa estratégia narrativa praticamente obriga os leitores a acrescentarem suas próprias interpretações ao texto.

## Redatores e Propósito Narrativo

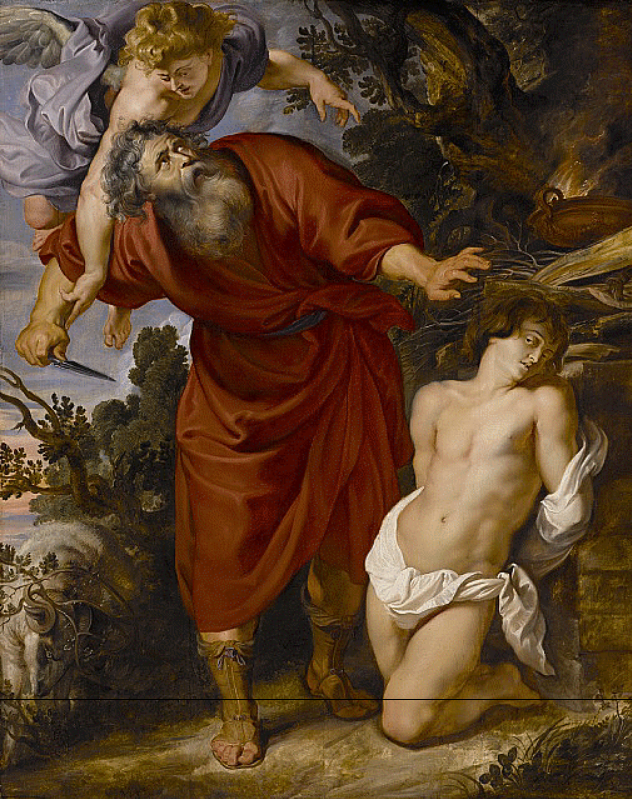
Um anjo detêm o sacrifício de Isaac, Rubens, c. 1614

Os críticos bíblicos modernos que operam sob a estrutura da hipótese documental atribuíram a narrativa do sacrifício à fonte bíblica Elohista, com o argumento de que ela geralmente usa o termo específico Elohim (אלהים) e paralela composições E características. Nessa visão, a segunda aparição angélica a Abraão (v. 14–18), louvando sua obediência e abençoando sua prole, é na verdade uma interpolação jahwista posterior ao relato original de E (v. 1–13, 19). Isso é apoiado pelo estilo e composição desses versos, bem como pelo uso do nome Javé para a divindade.
Estudos mais recentes questionam a análise de E e J como estritamente separadas. Coats argumenta que a obediência de Abraão ao mandamento de Deus de fato requer louvor e bênção, que ele só recebe no segundo discurso angélico. Esse discurso, portanto, não poderia ter sido simplesmente inserido no relato original de E. Isso sugeriu a muitos que o autor responsável pela interpolação da segunda aparição angélica deixou sua marca também no relato original (v. 1-13, 19).
Mais recentemente, tem sido sugerido que esses vestígios são, na verdade, a primeira aparição angélica (v. 11–12), na qual o Anjo de YHWH para Abraão antes que ele mate Isaac. O estilo e a composição desses versículos se assemelham ao do segundo discurso angélico, e YHWH é usado para a divindade em vez de Deus. Nessa leitura, na versão E original do sacrifício, Abraão desobedece à ordem de Deus, sacrificando o carneiro "em vez de seu filho" (v. 13) por sua própria responsabilidade e sem ser parado por um anjo: "E Abraão estendeu a mão e tomou a faca para matar seu filho;  mas Abraão ergueu os olhos e olhou e viu, atrás dele estava um carneiro, preso num matagal pelos chifres; e Abraão foi, e tomou o carneiro, e o ofereceu como holocausto em vez de seu filho" (v. 10, 13).
Ao interpolar a primeira aparição do anjo, um redator posterior transferiu a responsabilidade de interromper o teste de Abraão para o anjo (v. 11–12). A segunda aparição angélica, na qual Abraão é recompensado por sua obediência (v. 14–18), tornou-se necessária devido a essa mudança de responsabilidade. Essa análise da história lança luz sobre a conexão entre o sacrifício e a história de Sodoma, na qual Abraão protesta contra o plano antiético de Deus de destruir a cidade, sem distinguir entre os justos e os ímpios: ¨Longe de Ti fazer tal coisa: Não fará o juiz de toda a terra o que é justo?". A rebelião ética de Abraão contra Deus na destruição de Sodoma culmina em sua desobediência a Deus, recusando-se a sacrificar Isaac.

## Sacrifício de Isaac na Arte

### Pinturas
- Sacrifício de Isaac (Andrea del Sarto)
- Sacrifício de Isaac (Caravaggio)
- Sacrifício de Isaac (Rafael)
- Sacrifício de Isaac (Rembrandt)
- Sacrifício de Isaac (Ticiano)

### Esculturas
- Sacrifício de Isaac (Brunelleschi)
- Sacrifício de Isaac (Donatello)
- Sacrifício de Isaac (Ghiberti)